# Willem Geefs

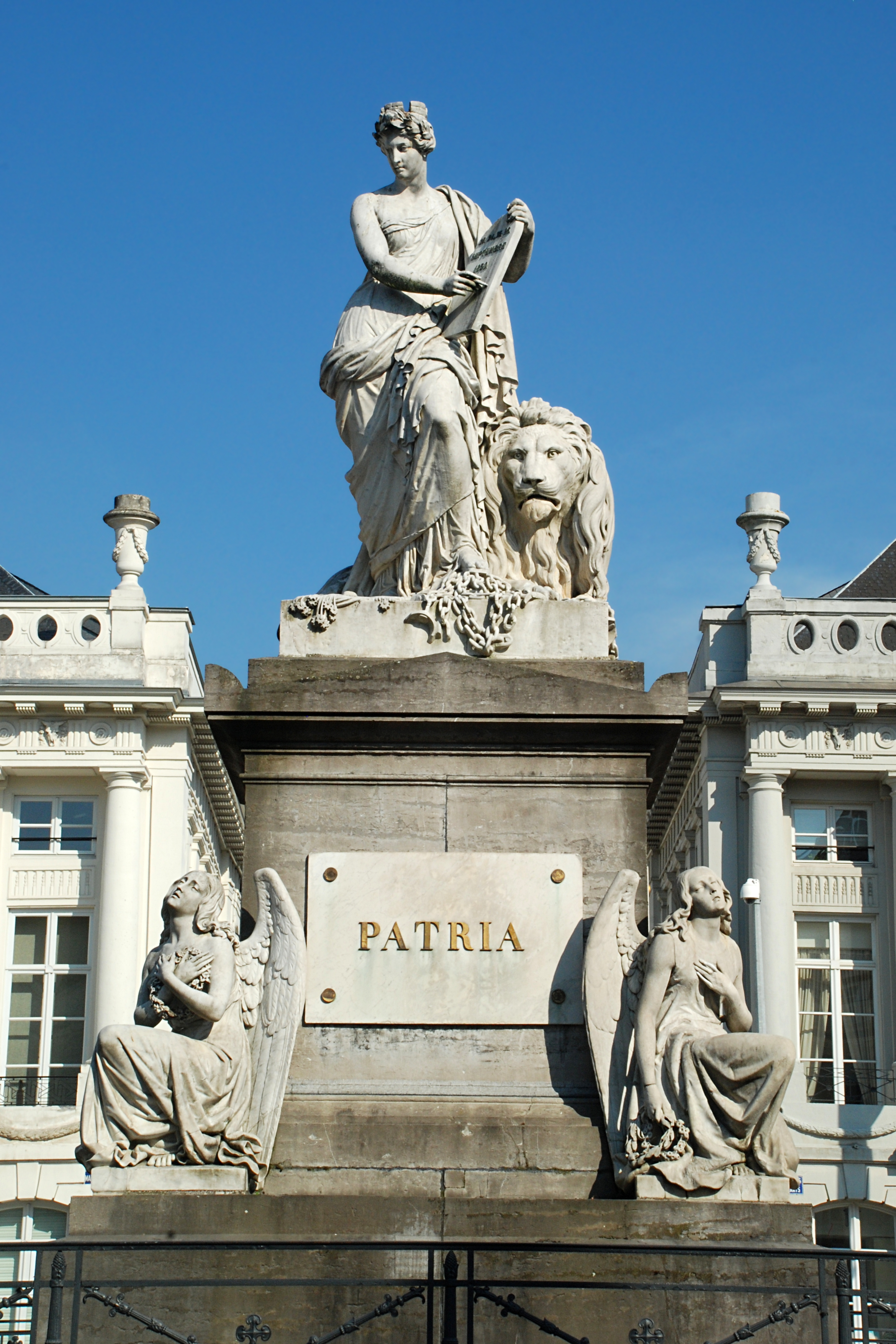
Monument voor de Martelaren van de Belgische Revolutie van 1830.

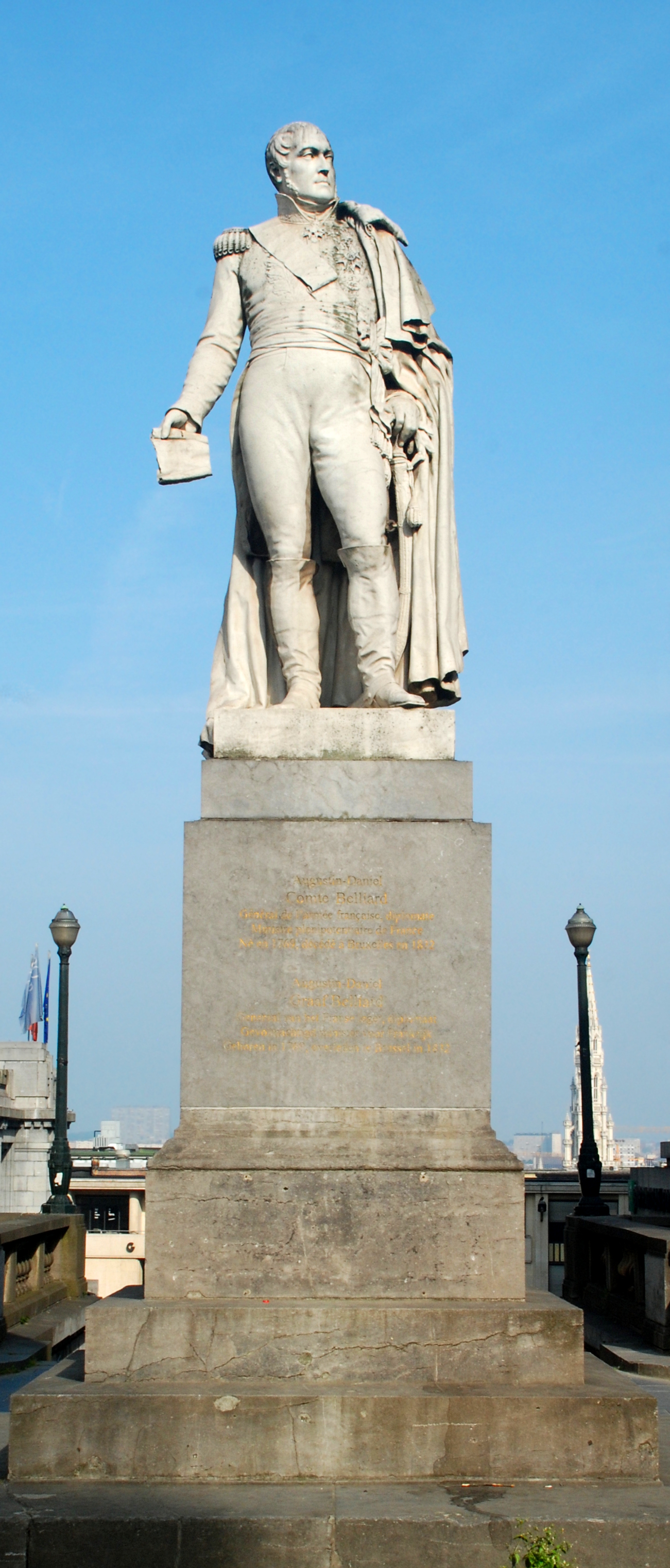
Standbeeld Generaal Belliard (1838)

Guillaume (Willem) Geefs (Borgerhout, 10 september 1805 – Schaarbeek, 19 januari 1883) was een Belgisch beeldhouwer.

## Leven en werk
Geefs, lid van de familie Geefs, was de oudste zoon van bakker Joannes Geefs en Joanna Theresia Verbruggen. Hij volgde een opleiding aan de Koninklijke Academie voor Schone Kunsten van Antwerpen (1821-1829). In 1833 werd hij docent aan de Academie in Antwerpen, een jaar later in Brussel. Hij gaf les aan onder meer Jean Theodore Stracké, Léopold Harzé en Thomas Vinçotte. Zijn broer Jozef was ook beeldhouwer. Geefs trouwde in 1836 met de schilderes Isabelle Marie Françoise (Fanny) Corr (1807-1883).
Geefs verhuisde naar Schaarbeek, waar hij politiek actief werd. Hij was er gemeenteraadslid (1852-1860), burgemeester (8 november 1852-1860) en provincieraadslid (1853-1856). In Schaarbeek en Antwerpen zijn straten naar hem vernoemd. Geefs was ridder van het Legioen van Eer (1844), officier (1841) en commandeur (1859) in de Orde van Leopold.
Willem Geefs overleed op 77-jarige leeftijd. Van zijn overlijden werd bij het gemeentebestuur aangifte gedaan, onder meer door architect Jules Jacques Van Ysendyck. De echtgenote van Geefs overleed vier dagen na hem: daags na zijn begrafenis.

## Werken (selectie)
- Beeld op grafmonument van Jacques Coghen, Minister van Financiën (1831-1832), begraafplaats te Laken
- Graftombe Frédéric de Merode (1833-'37) in de Kathedraal van Sint-Michiel en Sint-Goedele in Brussel
- Monument Pro Patria (1838) op het Martelarenplein te Brussel[6]
- Standbeeld André Grétry (1842), in Luik
- Standbeeld Peter Paul Rubens (1843) op de Groenplaats in Antwerpen
- Standbeeld Karel de Grote (1843-45) in de Sint-Servaasbasiliek (Maastricht)
- Cenotaaf van Hubertus van Luik (1847) in de Basiliek van Sint-Hubertus te Saint-Hubert
- Lucifer of Le génie du mal (1848), als onderdeel van de neogotische preekstoel in de Sint-Pauluskathedraal (Luik)
- Beeld van Leopold I van België voor de Congreskolom (1859) in Brussel
- Monument Leopold I van België in Laken
- The Roman Gladiator, in het Golden Gate Park tegenover het M.H. de Young Memorial Museum in San Francisco (Verenigde Staten)

## Galerij

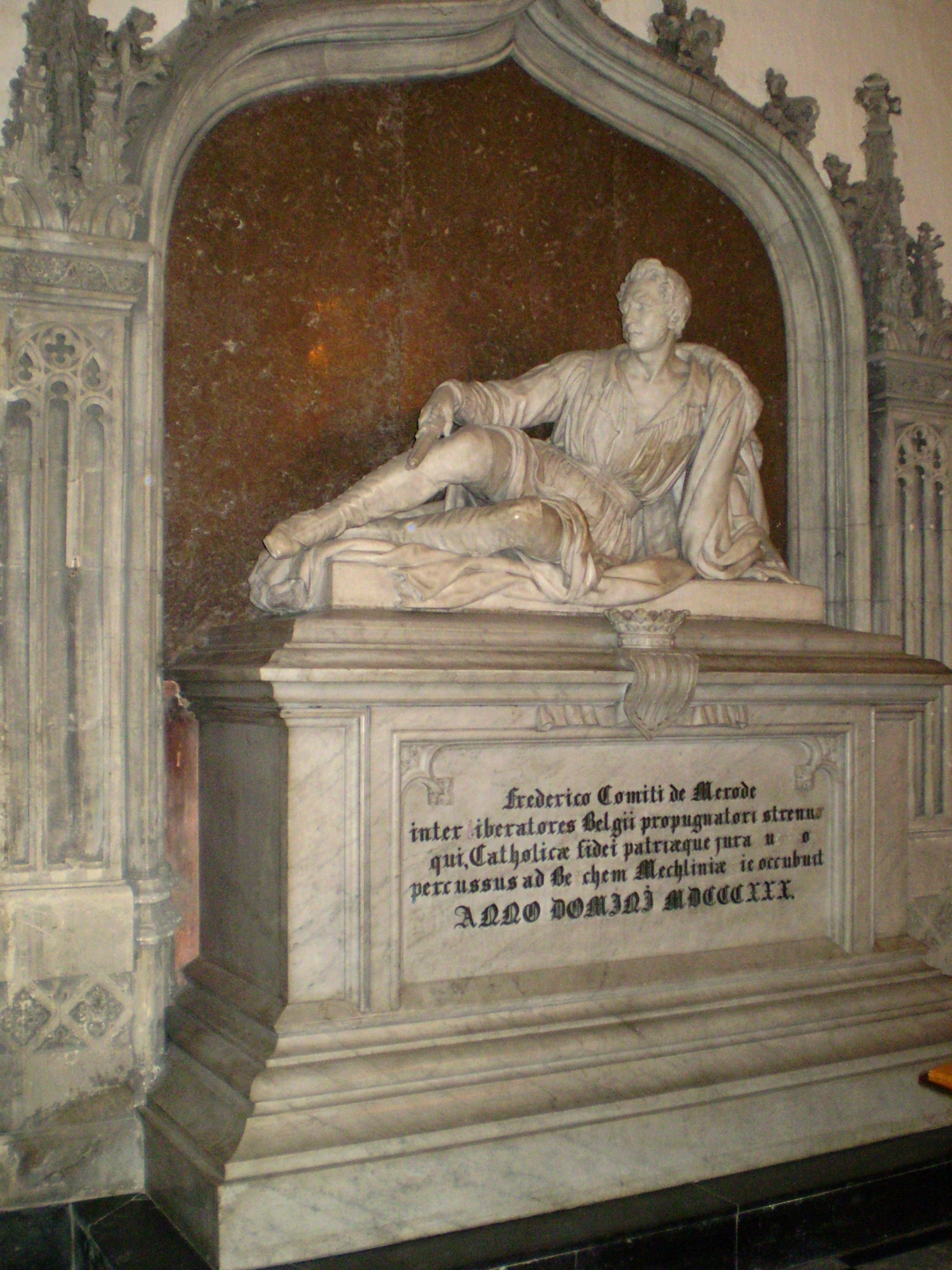
Mérode-mausoleum, Kathedraal St-Michiel en St-Goedele, Brussel
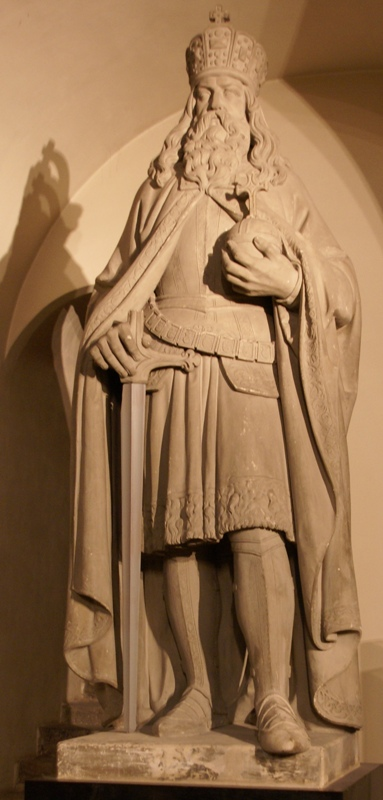
Karel de Grote, St-Servaasbasiliek, Maastricht
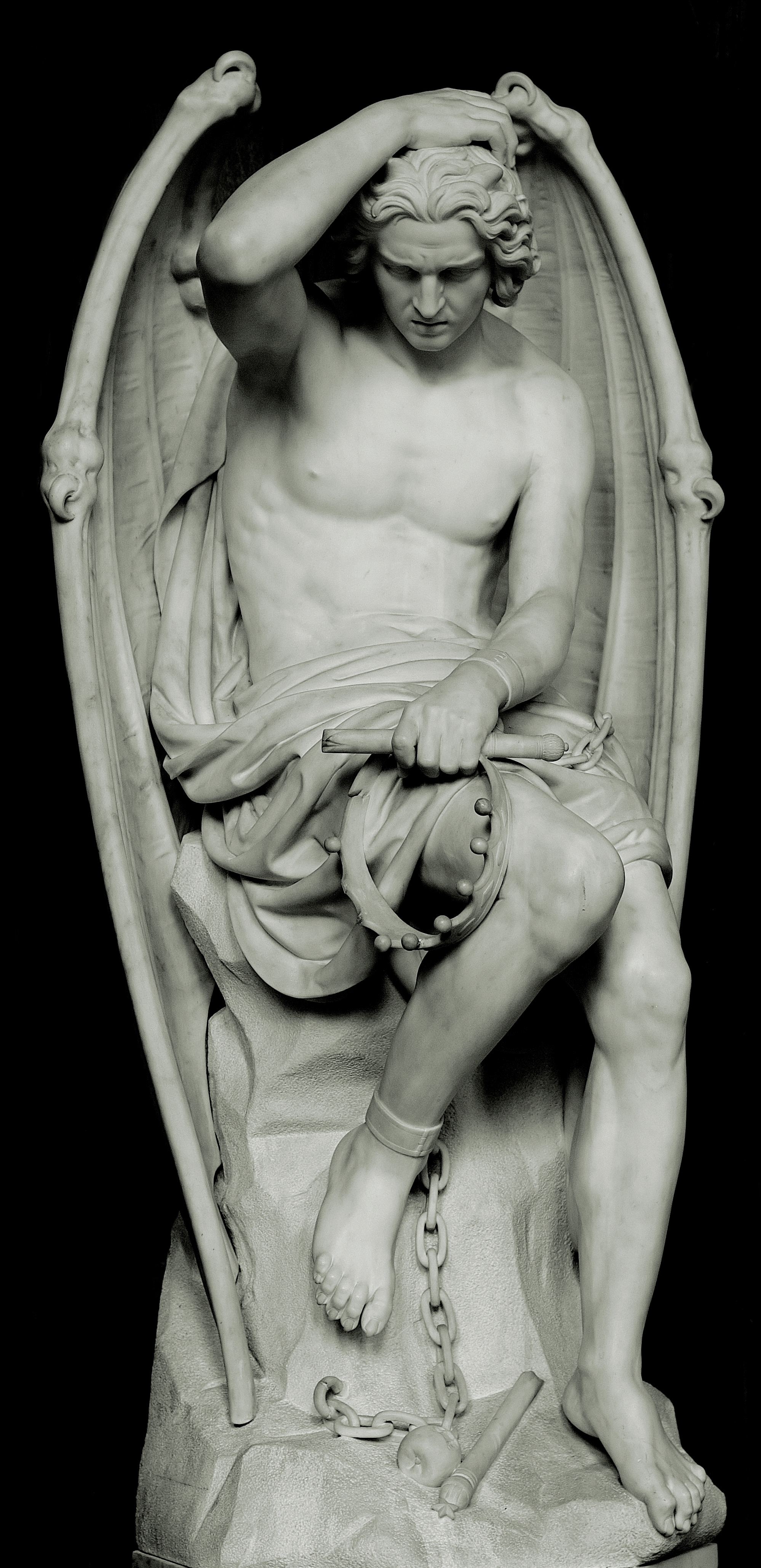
Lucifer, St-Pauluskathedraal, Luik
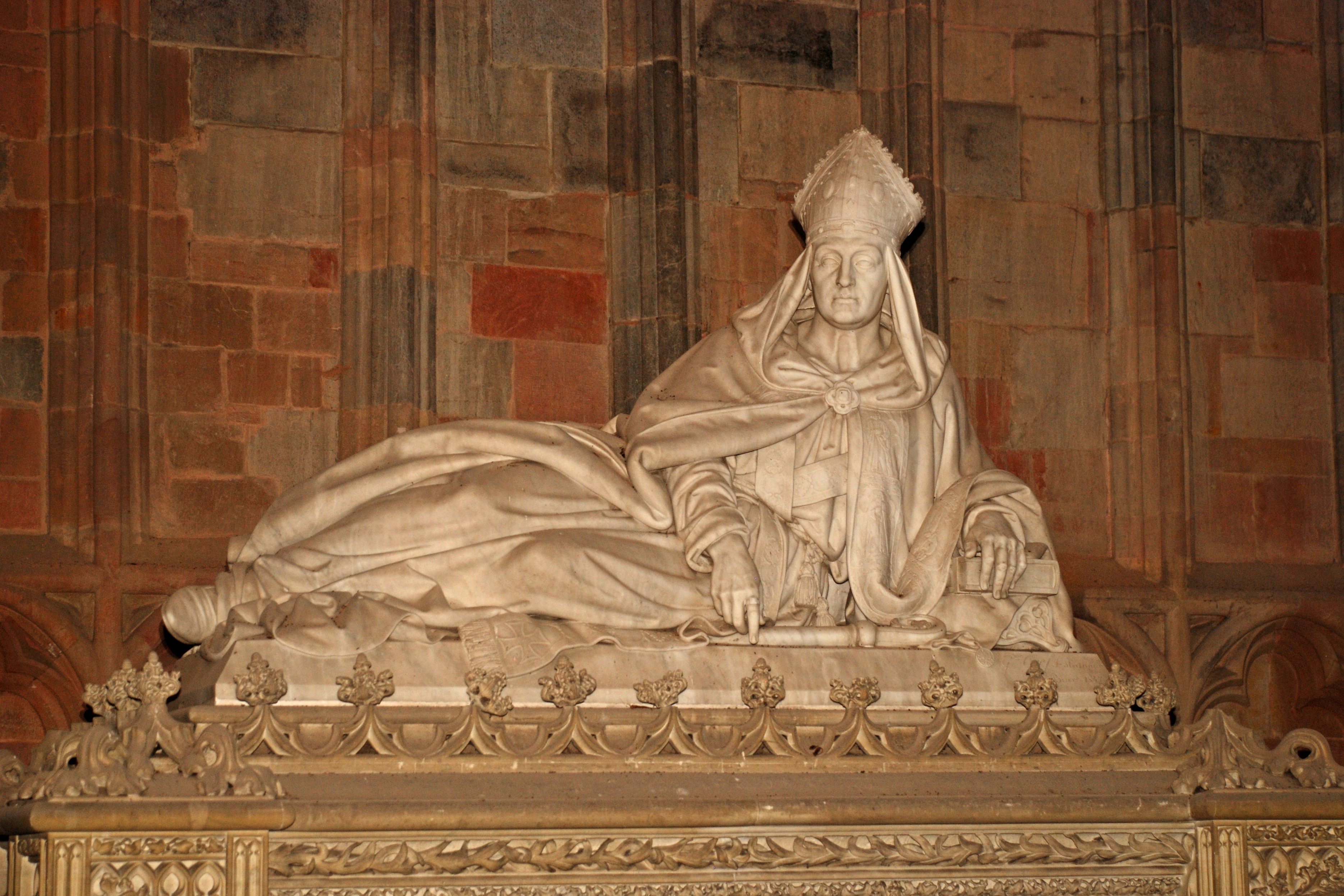
Cenotaaf van St-Hubertus, Basiliek van Sint-Hubertus
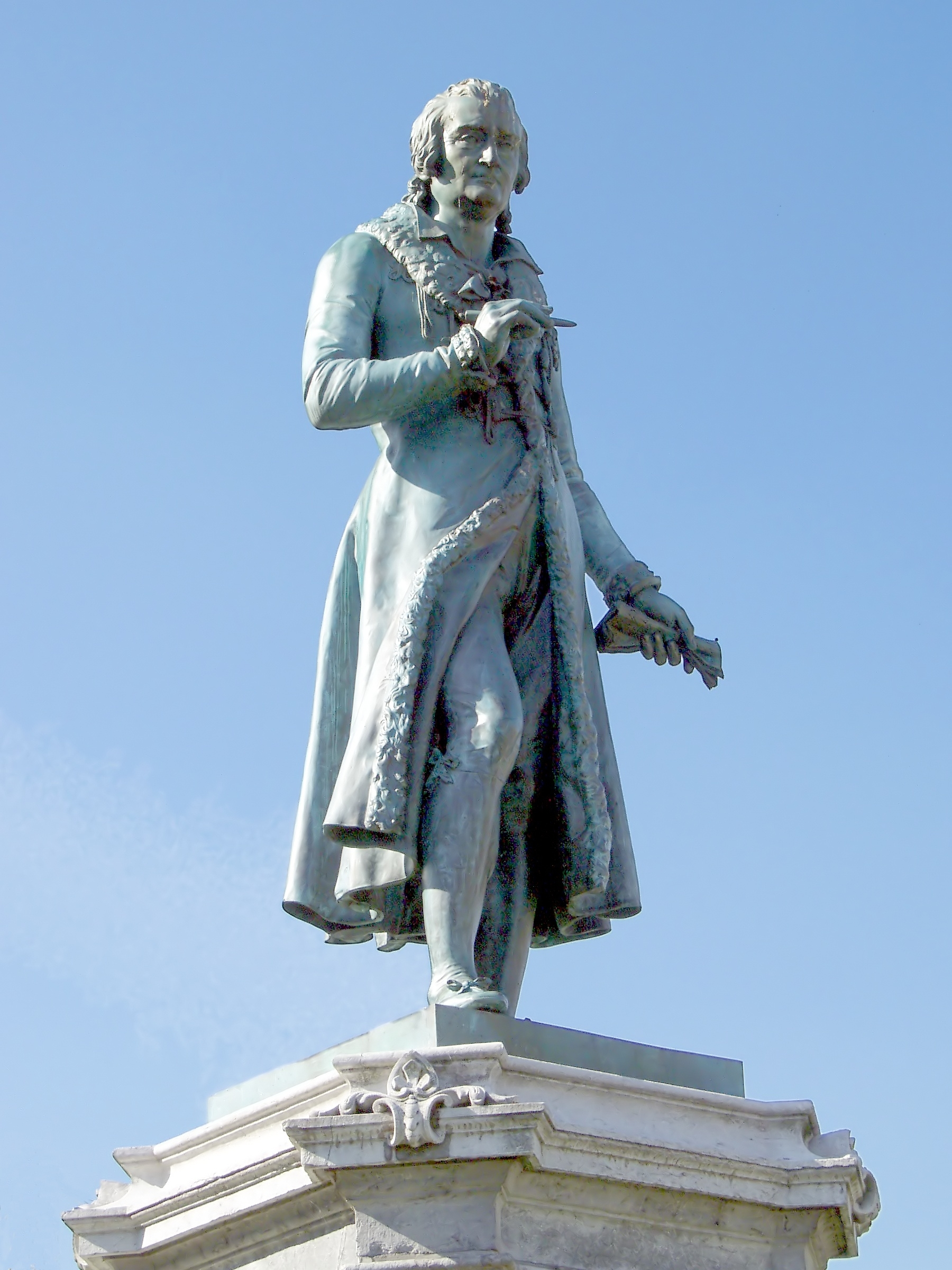
André Grétry, Luik
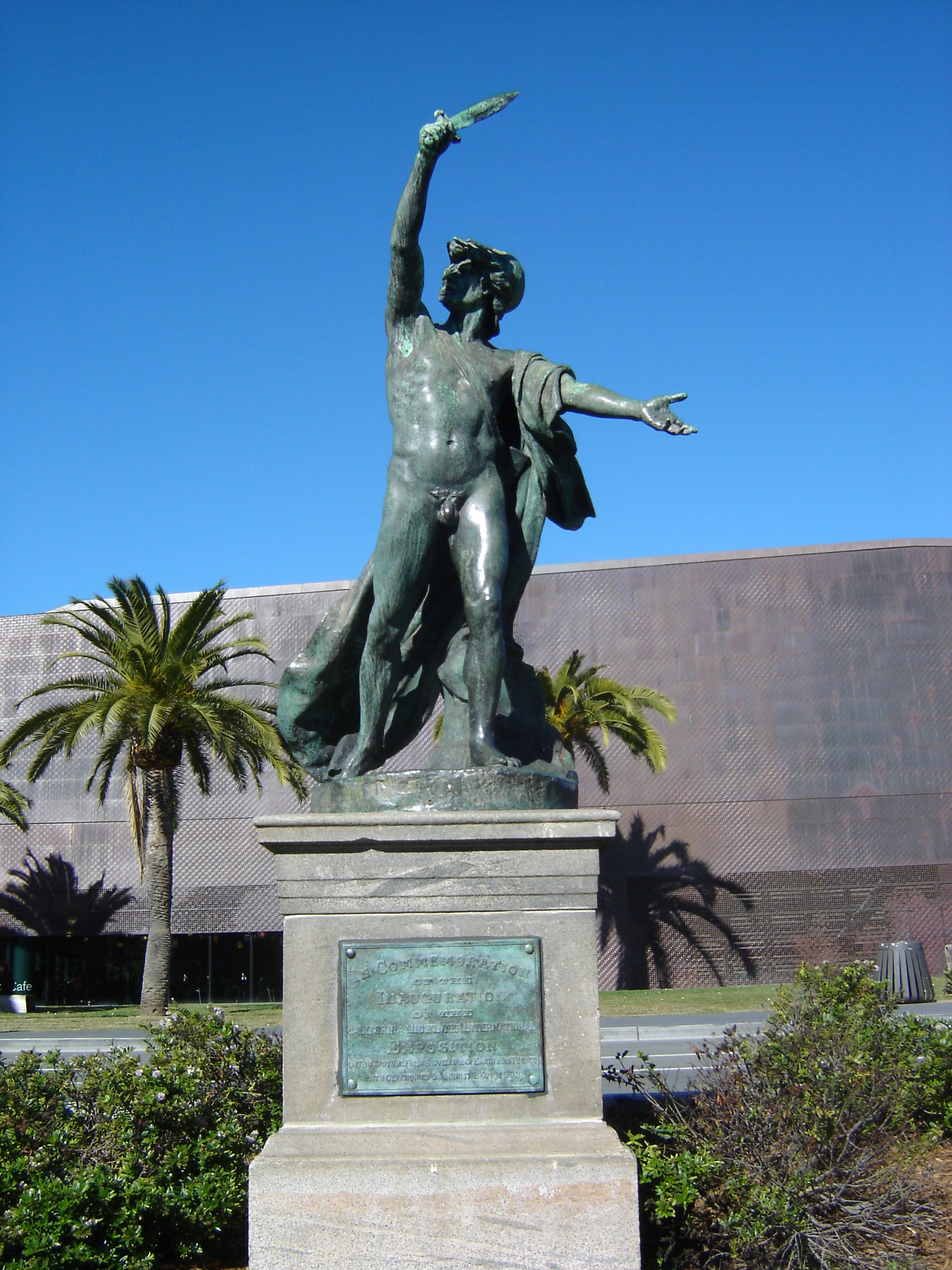
Gladiator, Golden Gate Park, San Francisco

- Gemeinsame Normdatei: 174210906
- International Standard Name Identifier: 0000 0000 6893 6746
- Library of Congress Control Number: no2011140515
- Base Léonore: LH//1105/2
- Nederlandse Thesaurus van Auteursnamen: 07004404X
- RKD-Nederlands Instituut voor Kunstgeschiedenis: 30578
- Système universitaire de documentation: 193046938
- Union List of Artist Names: 500054682
- Virtual International Authority File: 96045772
- WorldCat: E39PBJgmGDjxKXQGJbM9hxMF8C